# Crystal Chappell
Crystal Elizabeth Chappell (Silver Spring, 4 de agosto de 1965) é uma atriz estadunidense. Ela é mais conhecida por interpretar Carly Manning em Days of Our Lives (1990-1993), Maggie Carpenter em One Life to Live (1995–1997) e Olivia Spencer em Guiding Light (1999-2009).

## Carreira
Em 2002, Crystal ganhou um Daytime Emmy Award de Melhor Atriz Coadjuvante em Drama por seu trabalho como Olivia em em Guiding Light e foi indicada novamente na mesma categoria em 2005 e 2006. Em 2007, ela ganhou sua primeira indicação na categoria Melhor Atriz Principal.

## Vida pessoal
Chappell foi casada com Scott Fanjoy de 1988 a 1991. Ela é casada com o ator Michael Sabatino desde 6 de janeiro de 1997. Eles têm dois filhos.